# Flidais
En la mitología irlandesa, Flidas o Flidais (según la ortografía moderna: Fliodhas, Fliodhais) es un miembro femenino de los Tuatha Dé Danann, conocida por el epíteto Foltchaín ("hermoso cabello"). Se creía que era la diosa de los animales, los bosques y de la fertilidad, semejante a la griega Artemisa y a la romana Diana. "Como diosa de las bestias salvajes [...] montaba en un carruaje tirado por ciervos" mientras que "como diosa de los rebaños domésticos" tenía una mágica vaca de la abundancia.
Es mencionada en el Lebor Gabála Érenn y se dice que era la madre de Fand, Bé Chuille y Bé Téite. En el glosario del Idioma irlandés medio Cóir Anmann ("La Forma física de los Nombres")  se dice que era la mujer del legendario Alto Rey Adamair y la madre de Nia Segamain, quién por el poder de su madre era capaz de ordeñar ciervos como si fueran vacas. Es mencionada en el Metrical Dindshenchas como madre de Fand.
Flidais es una figura central en el Táin Bó Flidhais ("La partida del ganado de Flidais"), un trabajo del Ciclo del Úlster, donde es la amante de Fergus mac Róich y la dueña de un ganado mágico. La historia, centrada en Erris, Condado de Mayo cuenta como Fergus la llevó y a su ganado lejos de su marido, Ailill Finn. Durante el Táin Bó Cúailnge (Redada del ganado de Cooley) ella durmió en la tienda de Ailill mac Máta, rey de Connacht, y cada siete días su rebaño suministró leche para el ejército entero. En el Táin Bó Flidhais tenía una vaca blanca favorita conocida como "El Maol" la cual podía alimentar a 300 hombres con el ordeñe de una noche. Otro cuento del Ciclo del Úlster dice que le tomaría a siete mujeres satisfacer a Fergus, a no ser que pudiera tener a Flidais. Su romance con Fergus es el tema de una tradición oral en el Condado de Mayo.